# Emirates Towers
Emirates Towers är två skyskrapor i Dubai, Förenade arabemiraten, 355 respektive 309 meter höga. Tornen är belägna i Business bay-området utefter Sheikh Zayed Road, cirka två kilometer norr om Burj Khalifa. Det högre tornet heter Emirates Tower One och består av kontor och är den åttonde högsta skyskrapan i Dubai. Den var den tioende högsta byggnaden i världen när den färdigställdes. Den lägre byggnaden heter Emirates Tower Two, och är världens sjätte högsta hotell (2020).